# علي الكف
علي محمد الكف السعيد (10 أبريل 1906 - 1979) لاعب كرة قدم مصري راحل كان يجيد اللعب في خط الدفاع. لعب أغلب مسيرته الرياضية في نادي الزمالك، وفاز معه بالعديد من البطولات. شارك مع منتخب مصر لكرة القدم في كأس العالم 1934 في إيطاليا حيث خرج من الدور الثمن النهائي، كما شارك مع بلاده في الألعاب الأولمبية الصيفية 1936 في برلين.

## عن حياته
وُلد علي محمد الكف السعيد في 10 أبريل 1906. بدأ مسيرته الكروية مع الأهلي، قبل أن ينضم إلى نادي السكة عام 1922. وهو نادٍ آخر في القاهرة، لعب كظهير أيمن لنادي الترسانة بالقاهرة، ثم جاء له عرض للانتقال إلى نادي الزمالك وانضم إلى القلعة البيضاء عام 1930، وكانت أول مباراة له ضد فريقه القديم الأهلي، أصبح أحد أشهر المدافعين في مصر. فاز مع نادي الزمالك بثلاث ألقاب لكأس مصر في 1931–32, 1934–35، 1937–38. كما فاز بدوري منطقة القاهرة في 1931–32، 1933–34 وكأس الملك فؤاد في موسم 1933–34. ولعب مع المنتخب الوطني في مباراتي تصفيات كأس العالم ضد فلسطين، وشارك مع بلاده في كأس العالم 1934 في إيطاليا، كما شارك مع بلاده في الألعاب الأولمبية الصيفية 1936 في برلين. استمر في اللعب مع نادي الزمالك حتى اعتزاله كرة القدم عام 1942، ثم اتجه إلى مجال التدريب لاحقا داخل نادي الزمالك. توفي عام 1979.

## الألقاب
الترسانة
- كأس السلطان حسين: 1930

الزمالك
- كأس مصر: 1931–32, 1934–35، 1937–38
- دوري منطقة القاهرة: 1931–32، 1933–34
- كأس الملك فؤاد: 1933–34

## وصلات خارجية
- علي الكف على موقع الاتحاد الدولي (مؤرشف)  (الإنجليزية)
- علي الكف على موقع قاعدة بيانات كرة القدم.إي يو (الإنجليزية)
- علي الكف على موقع ناشيونال فوتبول تيمز (الإنجليزية)
- علي الكف على موقع عالم كرة القدم.نت (الإنجليزية)
- علي الكف على موقع أوليمبيديا (الإنجليزية)

- هذا سيرة ذاتية